# Z31 (駆逐艦)
| フランス海軍「マルソー」時代の本艦 | |
| 艦歴                               | |
| 発注                               | ドイツ、DeSchiMag社ブレーメン造船所 |
| 起工                               | 1940年9月1日 |
| 進水                               | 1941年5月15日 |
| 就役                               | 1942年4月11日 |
| 退役                               | |
| その後                             | 1946年にフランスに賠償として引き渡され「マルソー」と改名。1958年1月に除籍後、解体処分。 |
| 除籍                               | Z31：1946年 マルソー：1958年 |
| クラス名                           | 1936年A型 |
| 性能諸元                           | |
| 排水量                             | 基準：2,657トン 満載：3,691トン |
| 全長                               | 127.0m |
| 全幅                               | 12.0m |
| 吃水                               | 3.92m |
| 機関                               | ワグナー式重油専焼水管缶6基 +Deschimag式ギヤード・タービン2基2軸推進 |
| 最大出力                           | 70,000hp |
| 最大速力                           | 36.0ノット |
| 航続距離                           | 19ノット/2,950海里 |
| 燃料                               | 重油：825トン |
| 乗員                               | 332名 |
| 兵装                               | クルップ 15cm（48口径）単装速射砲3基 クルップ 10.5cm（45口径）単装高角砲1基 3.7cm（69口径）連装機関砲6基 3.7cm（57口径）単装機関砲2基 2cm（65口径）四連装機銃1基&同連装機銃2基 53.3cm四連装魚雷発射管2基 機雷60個 |

Z31はドイツ海軍の駆逐艦。1936A型の1隻。

## 艦歴
Deschimag社（de:AG Weser）のブレーメン造船所にて1940年9月1日起工。1941年5月15日進水。1942年4月11日就役。
1942年11月6日、衝突事故で損傷。12月、ドイッチュラント級装甲艦リュッツオウ、駆逐艦カール・ガルスター、テオドール・リーデルと共にノルウェー北部へ進出した。同月、連合国のJW51B船団に対する攻撃作戦であるレーゲンボーゲン作戦に参加した。
1943年2月5日から6日の夜、機雷敷設艦ブルンマー、駆逐艦テオドール・リーデルと共にムルマンスク沖に機雷を敷設した。
1943年9月、戦艦ティルピッツ、巡洋戦艦シャルンホルストなどと共にスピッツベルゲン島攻撃に参加した。部隊は9月6日にアルタフィヨルドを出撃、8日に攻撃をおこなって9日に帰還した。攻撃の際、8発の命中弾を受け乗員1名が死亡した。
1943年12月初め、スカゲラク海峡で機雷敷設艦ブルンマー、オストマルク、エルザスなどと共に機雷敷設を行った。この後修理に入った。
1944年8月29日、アルタフィヨルドでイギリス軍機の攻撃により損傷した。10月からはノルウェー北部からのドイツ軍の撤退を支援した。12月16日に駆逐艦Z29と、12月27日には駆逐艦Z33と共にホニングスヴォーグ沖に機雷を敷設した。1945年1月3日、駆逐艦Z33と共にハンマーフェスト沖に機雷を敷設。1月22日、駆逐艦Z34、Z38と共にローフィヨルドなどに機雷を敷設。
ノルウェー北部にいた駆逐艦も撤収することになり、1945年1月25日に駆逐艦Z34、Z38と共にバルト海へ向けてトロムソから出航した。しかし、この動きはイギリスに察知されていた。1月28日、ベルゲン沖でイギリスの軽巡洋艦ダイアデム、モーリシャスに捕捉された。この戦闘で7発の命中弾を受け55名の死者を出し、ベルゲンでドック入りした。2月8日にオスロへ移ってさらに修理を受け、それからドイツに戻り、バルト海で活動した。
1945年5月8日退役。
大戦後の1946年に賠償艦としてフランスに引き渡され「マルソー （Marceau,D601）」 と改名されて1958年まで就役していた。